# Futbol'nyj Klub Torpedo Moskva 2017-2018
Questa voce raccoglie le informazioni riguardanti il Futbol'nyj Klub Torpedo Moskva nelle competizioni ufficiali della stagione 2017-2018.

## Stagione
La squadra chiuse al sesto posto il proprio girone di PPF Ligi.

## Rosa
| N. |                   | Ruolo | Calciatore          |
| -- | ----------------- | ----- | ------------------- |
| 2  | Russia (bandiera) | A     | Roman Izotov        |
| 3  | Russia (bandiera) | D     | Sergey Putilin      |
| 4  | Russia (bandiera) | C     | Aleksandr Eliseev   |
| 5  | Russia (bandiera) | D     | Andrey Ivanov       |
| 6  | Russia (bandiera) | D     | Sergej Šustikov     |
| 7  | Russia (bandiera) | A     | Damir Tregulov      |
| 8  | Russia (bandiera) | C     | Daniil Gridnev      |
| 10 | Russia (bandiera) | C     | Roman Kosyanchuk    |
| 11 | Russia (bandiera) | C     | Konstantin Kertanov |
| 12 | Russia (bandiera) | A     | Maksim Shirokov     |
| 14 | Russia (bandiera) | A     | Viktor Afanasjev    |

| N. |                        | Ruolo | Calciatore         |
| -- | ---------------------- | ----- | ------------------ |
| 15 | Russia (bandiera)      | C     | Artur Galoyan      |
| 17 | Russia (bandiera)      | C     | Filipp Dvoretskov  |
| 18 | Azerbaigian (bandiera) | C     | Ragim Sadykhov     |
| 20 | Russia (bandiera)      | D     | Andrey Vasyanovich |
| 22 | Russia (bandiera)      | P     | Petr Ustinov       |
| 24 | Russia (bandiera)      | D     | Nikita Sergeev     |
| 27 | Russia (bandiera)      | D     | Andrey Alekseev    |
| 32 | Russia (bandiera)      | C     | Artem Kuzin        |
| 44 | Russia (bandiera)      | D     | Nikolay Fadeev     |
| 77 | Russia (bandiera)      | C     | Nikita Kashaev     |
| 88 | Russia (bandiera)      | P     | Evgeniy Puzin      |

## Risultati

### Campionato
| Salyut 19 luglio 2017, ore 18:00 1ª giornata | Energomaš       | 0 – 0 referto | Torpedo Mosca | Stadio Saljut (4.000 spett.)\| Arbitro: \| Sergey Tikhonov \| |
| Arbitro:                                     | Sergey Tikhonov |               |               |                                                               |

| Arbitro: | Aleksey Kuznetsov |

|                                     |           |                        |
| Ragim Sadykhov 42’ Roman Izotov 69’ | Marcatori | 35’ Ruslan Akhvlediani |

| Arbitro: | Vladislav Rybakov |

|                    |           |                    |
| Evgeniy Dudikov 6’ | Marcatori | 83’ Damir Tregulov |

| Arbitro: | Maksim Matyunin |

|                    |           |                                   |
| Damir Tregulov 41’ | Marcatori | 46’ Ivan Sergeev 64’ Ivan Sergeev |

| Arbitro: | Sergey Tikhonov |

|  |           |                                         |
|  | Marcatori | 11’ Ragim Sadykhov 55’ Roman Kosyanchuk |

| Arbitro: | Stanislav Isaev |

|                       |           |  |
| Sergey Putilin 90'+4’ | Marcatori |  |

| Arbitro: | Mikhail Bukhovets |

|  |           | |
|  | Marcatori | 14’ Damir Tregulov 16’ Konstantin Kertanov 51’ Konstantin Kertanov 65’ Filipp Dvoretskov 82’ Ragim Sadykhov |

| Arbitro: | Artur Fedorov |

| |           |  |
| Aleksandr Eliseev 6’ Filipp Dvoretskov 16’ Aleksandr Eliseev 28’ Aleksandr Eliseev 32’ Damir Tregulov 42’ Ragim Sadykhov 45'+1’ Roman Kosyanchuk 56’ Artur Galoyan 72’ Ragim Sadykhov 75’ | Marcatori |  |

| Arbitro: | Sergey Kostevich |

|  |           |                                             |
|  | Marcatori | 23’ Aleksandr Eliseev 90'+1’ Nikolay Fadeev |

| Arbitro: | Anton Frolov |

|                                                                     |           |                                      |
| Roman Pavlyuchenko 31’ Viktor Zemchenkov 42’ Roman Pavlyuchenko 57’ | Marcatori | 8’ Ragim Sadykhov 29’ Nikita Kashaev |

| Mosca 30 settembre 2017, ore 13:00 11ª giornata | Torpedo Mosca    | 0 – 0 referto | Dinamo Brjansk | Luzhniki Stadium (2.300 spett.)\| Arbitro: \| Taras Shevchenko \| |
| Arbitro:                                        | Taras Shevchenko |               |                |                                                                   |

| Arbitro: | Igor Nizovtsev |

|                                        |           |                         |
| Vasiliy Pavlov 10’ Sergey Tsyganov 89’ | Marcatori | 52’ Konstantin Kertanov |

| Mosca 14 ottobre 2017, ore 13:00 13ª giornata | Torpedo Mosca | 0 – 0 referto | Saturn | Accademia Spartak (x spett.)\| Arbitro: \| Ranel Ziyakov \| |
| Arbitro:                                      | Ranel Ziyakov |               |        |                                                             |

| Arbitro: | Petr Miroshnichenko |

|                                        |           |                    |
| Vladislav Myzgin 71’ Andrey Gameev 88’ | Marcatori | 33’ Nikita Sergeev |

| Arbitro: | Evgeni Kudryashov |

|                                                          |           |                      |
| Ragim Sadykhov 27’ Ragim Sadykhov 62’ Damir Tregulov 84’ | Marcatori | 30’ Aleksey Kurzenev |

| Arbitro: | Yuri Karpov |

|                                   |           |                                          |
| Ivan Sergeev 11’ Denis Sychev 28’ | Marcatori | 83’ Filipp Dvoretskov 87’ Damir Tregulov |

| Arbitro: | Mikhail Bukhovets |

|                                          |           |                   |
| Filipp Dvoretskov 51’ Damir Tregulov 90’ | Marcatori | 56’ Nikita Akimov |

| Arbitro: | Aleksey Kuznetsov |

|                     |           |                                                  |
| Nikita Burdykin 88’ | Marcatori | 37’ Konstantin Kertanov 47’ (aut.) Anton Novikov |

| Arbitro: | Sergey Tikhonov |

|                       |           |                                          |
| Aleksandr Eliseev 79’ | Marcatori | 1’ Yuriy Nedashkovskiy 17’ Timur Dudayti |

| Penza 21 aprile 2018, ore 00:00 20ª giornata | Zenit Penza | 0 – 3 referto | Torpedo Mosca | Stadio Primo Maggio\| Arbitro: \| [[]] \| |
| Arbitro:                                     | [[]]        |               |               |                                           |

| Mosca 28 aprile 2018, ore 18:00 21ª giornata | Torpedo Mosca | 0 – 0 referto | Rjazan' | Luzhniki Stadium (1.500 spett.)\| Arbitro: \| Artur Fedorov \| |
| Arbitro:                                     | Artur Fedorov |               |         |                                                                |

| Arbitro: | Aleksandr Borisov |

|                  |           |                          |
| Roman Izotov 24’ | Marcatori | 25’ Aleksandr Katsalapov |

| Brjansk 11 maggio 2018, ore 17:00 23ª giornata | Dinamo Brjansk  | 0 – 0 referto | Torpedo Mosca | Stadio Dinamo (1.800 spett.)\| Arbitro: \| Oleg Evstigneev \| |
| Arbitro:                                       | Oleg Evstigneev |               |               |                                                               |

| Arbitro: | Sergey Kostevich |

|                    |           |  |
| Ragim Sadykhov 51’ | Marcatori |  |

| Arbitro: | Nikolay Voloshin |

|                |           |                    |
| Kirill Bor 48’ | Marcatori | 26’ Ragim Sadykhov |

| Arbitro: | Stanislav Isaev |

|                       |           |                                   |
| Aleksandr Eliseev 31’ | Marcatori | 25’ Denis Degtev 79’ Oleg Kalugin |

### Coppa di Russia
| Arbitro: | Petr Miroshnichenko |

|  |           |                               |
|  | Marcatori | 30’ (aut.) Aleksandr Korotkov |

| Arbitro: | Anton Frolov |

|                           |           |                                         |
| Nikita Kashaev 49’ (rig.) | Marcatori | 46’ Dmitriy Molchanov 50’ Yuri Gorshkov |